# Mikołaj Maszkowski
Mikołaj Maszkowski herbu Abdank (zm. w 1591/1592 roku) – stolnik łęczycki w latach 1572–1591.
Poseł województwa łęczyckiego na sejm 1578 roku.